# Turcja w Konkursie Piosenki Eurowizji
Turcja uczestniczyła w Konkursie Piosenki Eurowizji od 1975. Od czasu debiutu konkursem w kraju zajmował się turecki nadawca publiczny Türkiye Radyo Televizyon Kurumu (TRT).
Najwyższym wynikiem Turcji w konkursie jest pierwsze miejsce zajęte w 2003 roku przez (Sertab Erener z piosenką „Everyway That I Can”).
Od czasu debiutu telewizja turecka dwukrotnie rezygnowała z udziału w konkursie: w 1979 wycofała się pod presją państw arabskich, które sprzeciwiły się temu, by muzułmański kraj wziął udział w konkursie organizowanym w Izraelu (pierwotnie kraj miał reprezentować zespół Maria Rita Epik & 21 Peron z piosenką „Seviyorum”), a w 2013 ogłosiła rezygnację z dalszego udziału z powodu niezadowolenia z zapisu regulaminowego, zapewniającego miejsca w finale krajom tzw. Wielkiej Piątki (tj. Niemcom, Hiszpanii, Francji, Wielkiej Brytanii oraz Włochom) oraz wprowadzającego podział głosów między telewidzów i profesjonalne komisje jurorskie w stosunku 50:50.

## Historia Turcji w Konkursie Piosenki Eurowizji

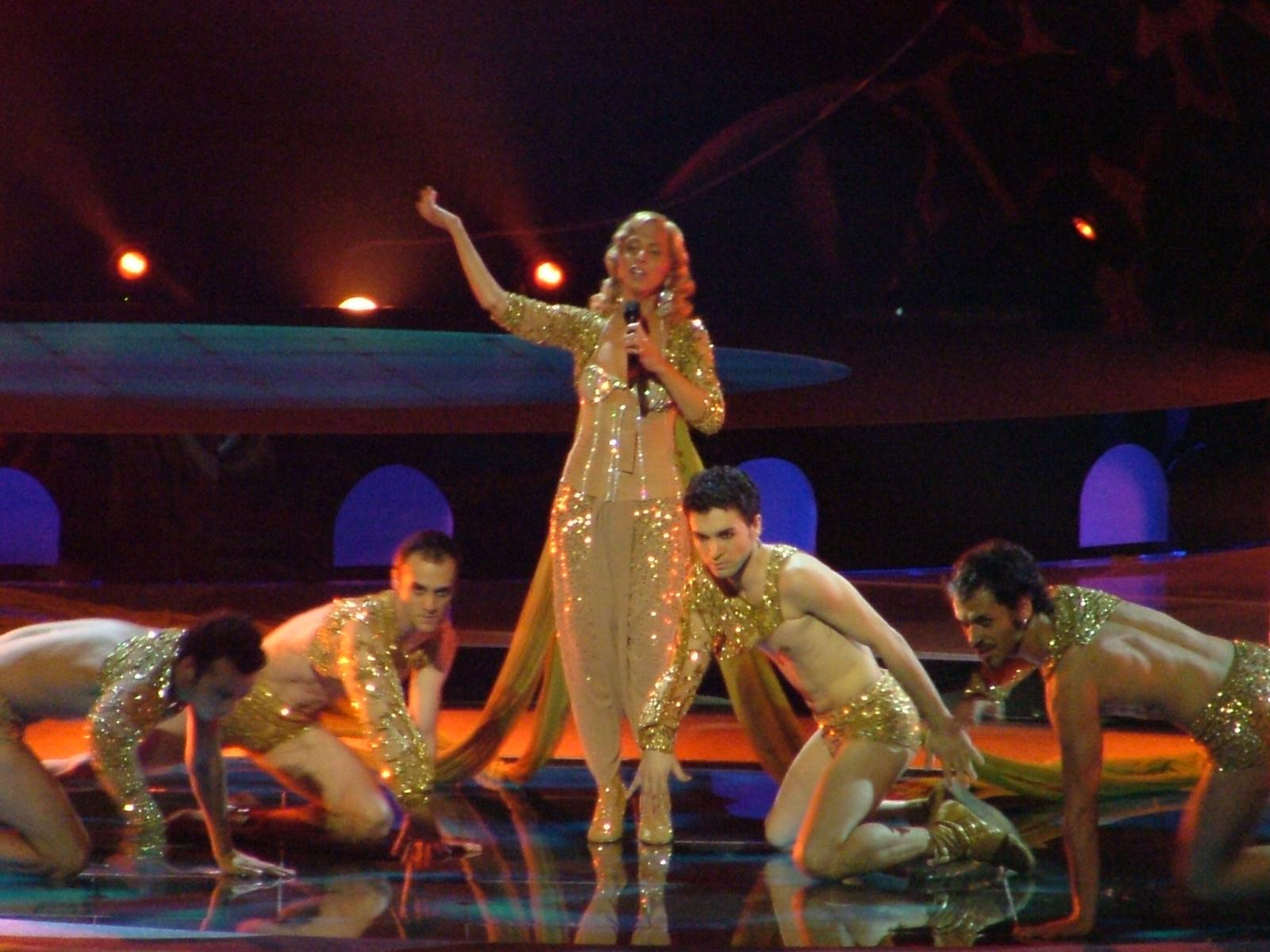
Sertab Erener podczas występu otwierającego finał 49. Konkursu Piosenki Eurowizji w Stambule, maj 2004

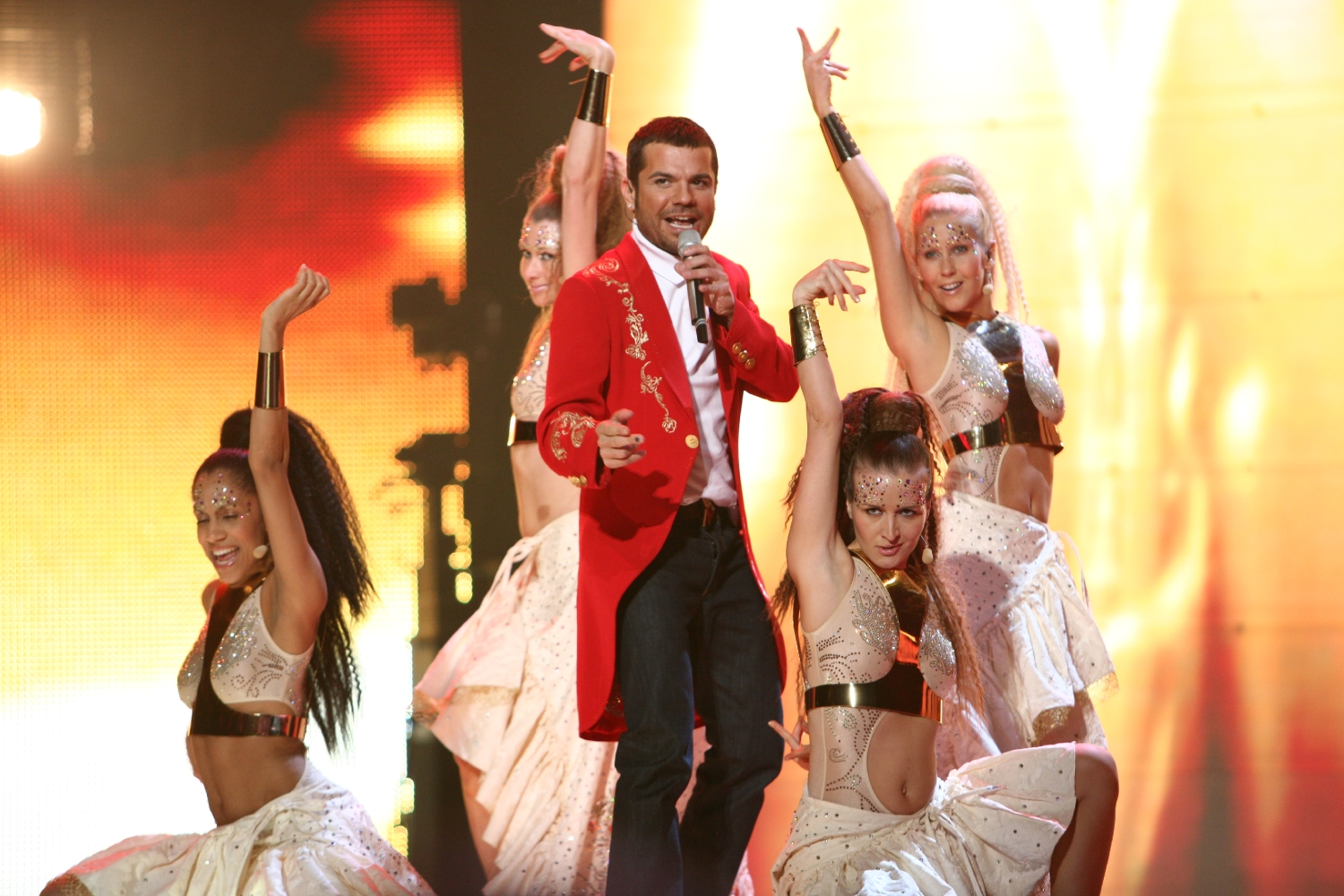
Kenan Doğulu podczas występu w 52. Konkursu Piosenki Eurowizji w Helsinkach, maj 2007

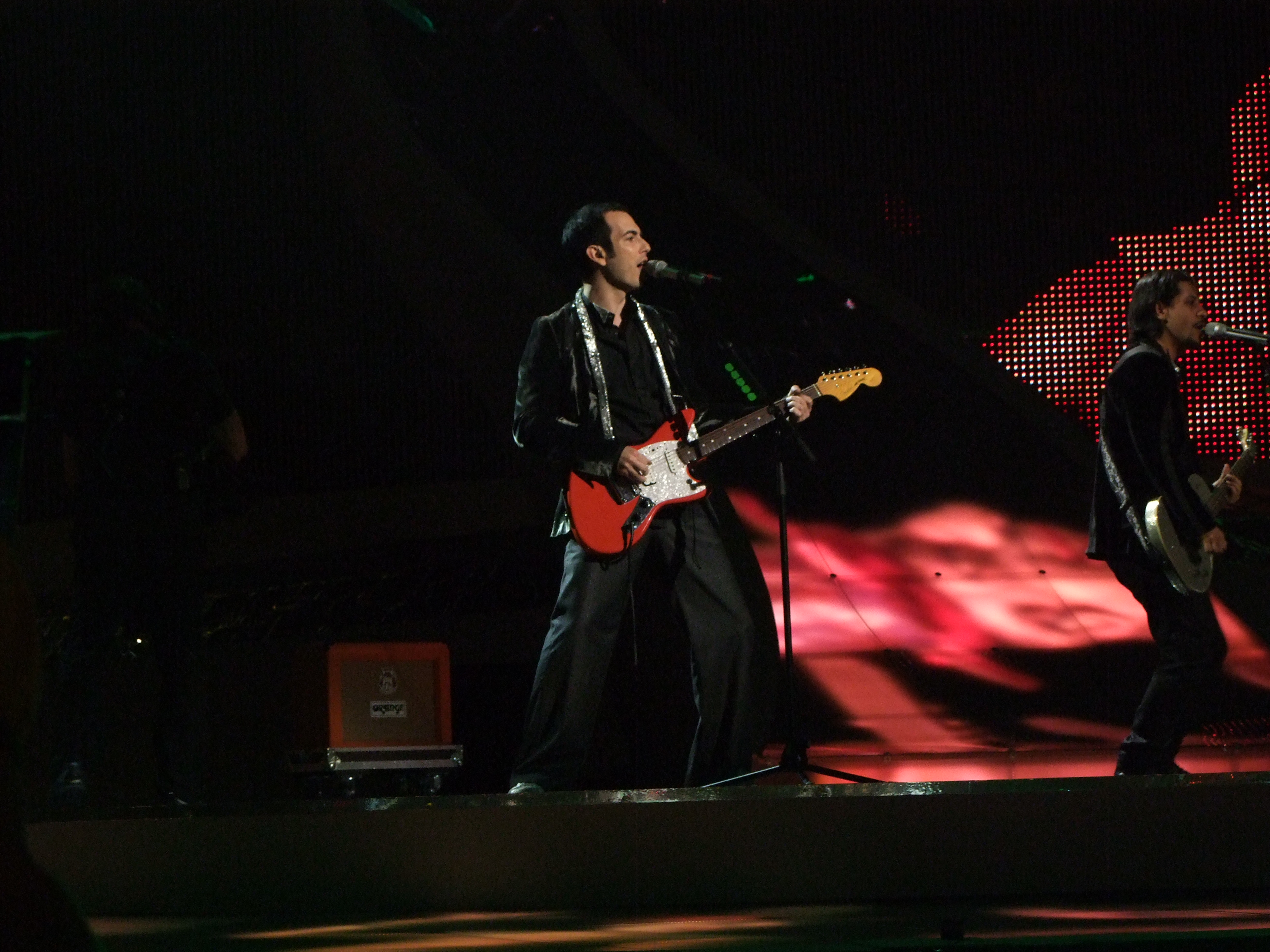
Mor ve Ötesi w trakcie występu podczas 53. Konkursu Piosenki Eurowizji w Belgradzie, maj 2008

Turcja uczestniczyła w Konkursie Piosenki Eurowizji od 1975.

## Uczestnictwo
Poniższa tabela uwzględnia nazwiska wszystkich tureckich reprezentantów, tytuły konkursowych piosenek oraz wyniki w poszczególnych latach.
| Rok                                   | Artysta                     | Piosenka                   | Finał              | Finał              | Półfinał                    | Półfinał                    |
| Rok                                   | Artysta                     | Piosenka                   | Miejsce            | Punkty             | Miejsce                     | Punkty                      |
| ------------------------------------- | --------------------------- | -------------------------- | ------------------ | ------------------ | --------------------------- | --------------------------- |
| 1975                                  | Semiha Yankı                | „Seninle bir dakika”       | 19                 | 3                  | Brak rundy półfinałowej     | Brak rundy półfinałowej     |
| Brak reprezentanta w latach 1976–1977 |                             |                            |                    |                    | Brak rundy półfinałowej     | Brak rundy półfinałowej     |
| 1978                                  | Nilüfer i Nazar             | „Sevince”                  | 18                 | 2                  | Brak rundy półfinałowej     | Brak rundy półfinałowej     |
| 1979                                  | Maria Rita Epik i 21. Peron | „Seviyorum”                | Rezygnacja         | Rezygnacja         | Brak rundy półfinałowej     | Brak rundy półfinałowej     |
| 1980                                  | Ajda Pekkan                 | „Petrol”                   | 15                 | 23                 | Brak rundy półfinałowej     | Brak rundy półfinałowej     |
| 1981                                  | Modern Folk Trio i Ayşegül  | „Dönme dolap”              | 18                 | 9                  | Brak rundy półfinałowej     | Brak rundy półfinałowej     |
| 1982                                  | Neco                        | „Hani?”                    | 15                 | 20                 | Brak rundy półfinałowej     | Brak rundy półfinałowej     |
| 1983                                  | Çetin Alp & The Short Waves | „Opera”                    | 19                 | 0                  | Brak rundy półfinałowej     | Brak rundy półfinałowej     |
| 1984                                  | Beş Yıl Önce, On Yıl Sonra  | „Halay”                    | 12                 | 37                 | Brak rundy półfinałowej     | Brak rundy półfinałowej     |
| 1985                                  | MFÖ                         | „Diday diday day”          | 14                 | 36                 | Brak rundy półfinałowej     | Brak rundy półfinałowej     |
| 1986                                  | Klips ve Onlar              | „Halley”                   | 9                  | 53                 | Brak rundy półfinałowej     | Brak rundy półfinałowej     |
| 1987                                  | Seyyal Taner i Lokomotif    | „Şarkım aevgi üstüne”      | 22                 | 0                  | Brak rundy półfinałowej     | Brak rundy półfinałowej     |
| 1988                                  | MFÖ                         | „Sufi”                     | 15                 | 37                 | Brak rundy półfinałowej     | Brak rundy półfinałowej     |
| 1989                                  | Pan                         | „Bana bana”                | 21                 | 5                  | Brak rundy półfinałowej     | Brak rundy półfinałowej     |
| 1990                                  | Kayahan                     | „Gözlerinin hapsindeyim”   | 17                 | 21                 | Brak rundy półfinałowej     | Brak rundy półfinałowej     |
| 1991                                  | İzel, Reyhan i Can          | „İki dakika”               | 12                 | 44                 | Brak rundy półfinałowej     | Brak rundy półfinałowej     |
| 1992                                  | Aylin Vatankoş              | „Yaz bitti”                | 19                 | 17                 | Brak rundy półfinałowej     | Brak rundy półfinałowej     |
| 1993                                  | Burak Aydos                 | „Esmer yarim”              | 21                 | 10                 | Kvalifikacija za Millstreet | Kvalifikacija za Millstreet |
| 1994                                  | Brak reprezentanta          | Brak reprezentanta         | Brak reprezentanta | Brak reprezentanta | Brak rundy półfinałowej     | Brak rundy półfinałowej     |
| 1995                                  | Arzu Ece                    | „Sev”                      | 16                 | 21                 | Brak rundy półfinałowej     | Brak rundy półfinałowej     |
| 1996                                  | Şebnem Paker                | „Beşinci mevsim”           | 12                 | 57                 | 7                           | 69                          |
| 1997                                  | Şebnem Paker i Etnik        | „Dinle”                    | 3                  | 121                | Brak rundy półfinałowej     | Brak rundy półfinałowej     |
| 1998                                  | Tüzmen                      | „Unutamazsın”              | 14                 | 25                 | Brak rundy półfinałowej     | Brak rundy półfinałowej     |
| 1999                                  | Tuba Önal                   | „Dön artık”                | 16                 | 21                 | Brak rundy półfinałowej     | Brak rundy półfinałowej     |
| 2000                                  | Pınar Ayhan i SOS           | „Yorgunum anla”            | 10                 | 59                 | Brak rundy półfinałowej     | Brak rundy półfinałowej     |
| 2001                                  | Sedat Yüce                  | „Sevgiliye son”            | 11                 | 41                 | Brak rundy półfinałowej     | Brak rundy półfinałowej     |
| 2002                                  | Buket Bengisu i Safir       | „Leylaklar soldu kalbinde” | 16                 | 29                 | Brak rundy półfinałowej     | Brak rundy półfinałowej     |
| 2003                                  | Sertab Erener               | „Everyway That I Can”      | 1                  | 167                | Brak rundy półfinałowej     | Brak rundy półfinałowej     |
| 2004                                  | Athena                      | „For Real”                 | 4                  | 195                | Organizator                 | Organizator                 |
| 2005                                  | Gülseren                    | „Rimi Rimi Ley”            | 13                 | 92                 | Top 12                      | Top 12                      |
| 2006                                  | Sibel Tüzün                 | „Süperstar”                | 11                 | 91                 | 8                           | 91                          |
| 2007                                  | Kenan Doğulu                | „Shake It Up Şekerim”      | 4                  | 163                | 3                           | 197                         |
| 2008                                  | Mor ve Ötesi                | „Deli”                     | 7                  | 138                | 7                           | 85                          |
| 2009                                  | Hadise                      | „Düm tek tek”              | 4                  | 177                | 2                           | 172                         |
| 2010                                  | maNga                       | „We Could Be the Same”     | 2                  | 170                | 1                           | 118                         |
| 2011                                  | Yüksek Sadakat              | „Live It Up”               | –                  | –                  | 13                          | 47                          |
| 2012                                  | Can Bonomo                  | „Love Me Back”             | 7                  | 112                | 5                           | 80                          |
| Brak reprezentanta od 2013            |                             |                            |                    |                    |                             |                             |

Legenda:
     1. miejsce

## Historia głosowania w finale (1975-2012)
Poniższe tabele pokazują, którym krajom Turcja przyznawała w finale najwięcej punktów oraz od których państw tureccy reprezentanci otrzymywali najwyższe noty
| Lp. | Kraj                 | Punkty |
| --- | -------------------- | ------ |
| 1   | Bośnia i Hercegowina | 129    |
| 2   | Wielka Brytania      | 126    |
| 3   | Irlandia             | 119    |
| 4   | Hiszpania            | 118    |
| 5   | Niemcy               | 86     |

| Lp. | Kraj       | Punkty |
| --- | ---------- | ------ |
| 1   | Niemcy     | 170    |
| 2   | Francja    | 151    |
| 3   | Holandia   | 132    |
| 4   | Belgia     | 108    |
| 5   | Szwajcaria | 104    |

## Konkursy Piosenki Eurowizji zorganizowane w Turcji
Turcja była gospodarzem Konkursu Piosenki Eurowizji w 2004 roku, który odbył się wówczas w Abdi İpekçi Arena w Stambule.
| Rok  | Miejsce | Arena             | Prowadzący                  |
| ---- | ------- | ----------------- | --------------------------- |
| 2004 | Stambuł | Abdi İpekçi Arena | Korhan Abay i Meltem Cumbul |

## Nagrody im. Marcela Bezençona
Nagrody im. Marcela Bezençona – trofea dla najlepszych konkurencyjnych piosenek w finale, które zostały po raz pierwszy rozdane podczas 47. Konkursu Piosenki Eurowizji zorganizowanego w Tallinnie w Estonii. Pomysłodawcami nagrody byli: Christer Björkman (reprezentant Szwecji w 1992 roku, obecny Szef Delegacji Szwecji) oraz Richard Herrey (członek szwedzkiego zespołu Herreys, który wygrał Konkurs Piosenki Eurowizji 1984). Statuetka nosi nazwisko twórcy Konkursu Piosenki Eurowizji – Marcela Bezençona.
Nagrody przyznawane są w trzech kategoriach:
- Nagroda Dziennikarzy (zwycięzcę wybierają akredytowani dziennikarze)
- Nagroda Artystyczna (zwycięzcę wybierają komentatorzy konkursu)
- Nagroda Kompozytorska (zwycięzcę wybierają kompozytorzy biorący udział w konkursie)

Nagrody Dziennikarzy
| Rok  | Piosenka              | Artysta       |
| ---- | --------------------- | ------------- |
| 2003 | „Everyway That I Can” | Sertab Erener |

## Gratulacje: 50 lat Konkursu Piosenki Eurowizji
W październiku 2005 roku odbył się specjalny koncert jubileuszowy Gratulacje: 50 lat Konkursu Piosenki Eurowizji, który został zorganizowany przez Europejską Unię Nadawców (EBU) z okazji 50-lecia Konkursu Piosenki Eurowizji. W trakcie koncertu odbył się plebiscyt na najlepszą piosenkę w całej historii imprezy. W stawce konkursowej znalazła się m.in. turecka propozycja „Everyway That I Can” Sertab Erener, która wygrała 48. Konkurs Piosenki Eurowizji w 2003 roku. Utwór zajął ostatecznie dziewiąte miejsce ze 104 punktami.